# Anthrax doleschalli
Anthrax doleschalli är en tvåvingeart som beskrevs av Neal L. Evenhuis och Greathead 1999. Anthrax doleschalli ingår i släktet Anthrax och familjen svävflugor. Inga underarter finns listade i Catalogue of Life.